# 서울오페라단
서울오페라단은 오페라 중심의 음악활동으로 민족문화 창달을 도모하기 위하여 1988년 8월 20일 설립된 대한민국 문화체육관광부 소관의 사단법인이다. 사무실은 서울특별시 마포구 상수동 351-2 (우: 121-160)에 있다.

## 주요 사업
- 정기 오페라공연
- 음악예술을 통한 청소년 선도
- 해외공연 및 국제교류